# Rumex
Rumex és un gènere de plantes angiospermes de la família de les poligonàcies (Polygonaceae). És un gènere cosmopolita, present a gairebé tot el món.
El gènere inclou espècies molt comunes com ara a Rumex bucephalophorus  i altres tan populars que reben el nom vernacle d'agrella o vinagrella (R. scutatus i R. induratus).
Creixen sobretot a l'hemisferi nord, però gràcies a les seues característiques genètiques que li atorguen un creixement ràpid en qualsevol tipus de sòl i d'ambient, s'ha estès per la major part del món. Formen part del gran grup d'herbes anomenades com a "males herbes" (plantes adventícies), però algunes d'aquestes s'arrepleguen per al consum, sobretot en amanides.
Les espècies de Rumex són part de l'alimentació de les larves de diverses espècies de lepidòpters.

## Descripció
Són plantes perennes, biennals o anuals, monoiques (Rumex subg. I Platypodium) o dioiques (subg. acetosa i acetosella), tenen arrel primària molt llarga i generalment un caudex curt, o de vegades, rizomatoses i/o estoloníferes. Les tiges són erectes, ascendents, glabres o pubescents papil·loses.
Les fulles basals (en algunes espècies) i les apicals són alternes i peciolades. L'òcrea és membranosa i persistent o parcialment caduca. Els pecíols estan present en les fulles basals, mancança d'aquests a les fulles apicals, i amb les bases no articulades. Les fulles poden tindre forma variable, però normalment les bassals (si estan presents) i les fulles caudals són marcadament ovades encara que poden ser des d'arrodonides a linears, com més es puja per la tija més menudes i més estretes distalment són. Els limbes són sencers (o lobulats basalment) encara que de tant en tant poden ser ondulats. Les fulles properes a la inflorescència poden ser diferents a les que es troben a la base. Aquestes poden tindre o no estípules.
Les inflorescències són terminals, a vegades terminals i axials, formen panícules o inflorescències paregudes, rarament senzilles. Tenen pedicels. Les flors són bisexuals o unisexuals, 1-30 per òcrea. El periant és verd, rosat o roig, campaniforme i glabre. Té 5-6 tèpals sepalòides i presenten dimorfisme. Exteriorment queden 3 tèpals xicotets, l'extern és generalment 3 vegades més menut que la resta, a vegades d'1 a 3 presenten una vena central transformada en tubercle. Tenen sis estams, filaments diferents, lliures i glabres. Pel que fa a les anteres van des del groc al groc obscur, tenen una forma ovada tirant a allargada. Posseeixen 3 estils desplegats o contrets i diferents entre aquests. Com que tenen 3 estils tindran 3 estigmes, aquests són o fibrats o plomosos.
Els fruits són aquenis, que estan inclosos en grans periants verinosos de color bronze a marró fosc, poden ser no alats o feblement alat. Presenten tres cares, a voltes amb forma piramidal o comprimits, i glabres. Dins les llavors l'embrió és recte. El nombre monoploide és X = 7, 8, 9, 10 (el gènere generalment sol ser poliploide).

## Taxonomia
Aquest gènere va ser publicat per primer cop l'any 1753 al primer volum de l'obra Species Plantarum del botànic suec Carl von Linné (1707-1778).

### Espècies
Dins del gènere Rumex es reconeixen les 193 espècies següents:
- Rumex abyssinicus Jacq.
- Rumex acetosa L.
- Rumex acetosella L.
- Rumex aegyptiacus L.
- Rumex aeroplaniformis Eig
- Rumex albescens Hillebr.
- Rumex algeriensis Barratte & Murb.
- Rumex alpinus L.
- Rumex altissimus Alph.Wood
- Rumex alveolatus Losinsk.
- Rumex amanus Rech.f.
- Rumex amurensis F.Schmidt ex Maxim.
- Rumex andinus Rech.f.
- Rumex angulatus Rech.f.
- Rumex angustifolius Campd.
- Rumex aquaticiformis Rech.f.
- Rumex aquaticus L.
- Rumex aquitanicus Rech.f.
- Rumex arcticus Trautv.
- Rumex arcuatoramosus Rech.f.
- Rumex argentinus Rech.f.
- Rumex arifolius All.
- Rumex aristidis Coss.
- Rumex armenus K.Koch
- Rumex atlanticus Coss. ex Batt.
- Rumex aureostigmatica Kom.
- Rumex azoricus Rech.f.
- Rumex balcanicus Rech.f.
- Rumex beringensis Jurtzev & V.V.Petrovsky
- Rumex bidens R.Br.
- Rumex bipinnatus L.f.
- Rumex bithynicus Rech.f.
- Rumex brachypodus Rech.f.
- Rumex brasiliensis Link
- Rumex britannica L.
- Rumex brownii Campd.
- Rumex bryhnii Snogerup
- Rumex bucephalophorus L.
- Rumex californicus Rech.f.
- Rumex caucasicus Rech.f.
- Rumex chalepensis Mill.
- Rumex chrysocarpos Moris
- Rumex confertus Willd.
- Rumex conglomeratus Murray
- Rumex cordatus Poir.
- Rumex costaricensis Rech.f.
- Rumex crassus Rech.f.
- Rumex crispellus Rech.f.
- Rumex crispissimus Kuntze
- Rumex crispus L.
- Rumex cristatus DC.
- Rumex crystallinus Lange
- Rumex cuneifolius Campd.
- Rumex cyprius Murb.
- Rumex darwinianus Rech.f.
- Rumex densiflorus Osterh.
- Rumex dentatus L.
- Rumex dregeanus Meisn.
- Rumex drummondii Meisn.
- Rumex dumosus A.Cunn. ex Meisn.
- Rumex elbrusensis Boiss.
- Rumex ellipticus Greene
- Rumex ephedroides Bornm.
- Rumex evenkiensis Elis.
- Rumex fascicularis Small
- Rumex fischeri Rchb.
- Rumex flexicaulis Rech.f.
- Rumex flexuosus Sol. ex G.Forst.
- Rumex floridanus Meisn.
- Rumex frutescens Thouars
- Rumex fueginus Phil.
- Rumex gangotrianus Aswal & S.K.Srivast.
- Rumex garipensis Meisn.
- Rumex giganteus W.T.Aiton
- Rumex ginii Jahandiez & Maire
- Rumex gmelinii Turcz. ex Ledeb.
- Rumex gracilescens Rech.f.
- Rumex graminifolius Georgi ex Lamb.
- Rumex hastatulus Baldwin
- Rumex hastatus D.Don
- Rumex hesperius Greene
- Rumex hultenii Tzvelev
- Rumex hydrolapathum Huds.
- Rumex hymenosepalus Torr.
- Rumex hypogaeus T.M.Schust. & Reveal
- Rumex inconspicuus Rech.f.
- Rumex induratus Boiss. & Reut.
- Rumex intermedius DC.
- Rumex jacutensis Kom.
- Rumex japonicus Houtt.
- Rumex kandavanicus (Rech.f.) Rech.f.
- Rumex kerneri Borbás
- Rumex komarovii Schischk. & Serg.
- Rumex krausei Jurtzev & V.V.Petrovsky
- Rumex lacustris Greene
- Rumex lanceolatus Thunb.
- Rumex lapponicus (Hiitonen) Czernov
- Rumex lativalvis Meisn.
- Rumex leptocaulis Brandbyge & Rech.f.
- Rumex limoniastrum Jaub. & Spach
- Rumex longifolius DC.
- Rumex lorentzianus Lindau
- Rumex lunaria L.
- Rumex madaio Makino
- Rumex maderensis Lowe
- Rumex magellanicus Campd.
- Rumex maricola J.Rémy
- Rumex maritimus L.
- Rumex marschallianus Rchb.
- Rumex mexicanus Meisn.
- Rumex microcarpus Campd.
- Rumex nebroides Campd.
- Rumex neglectus Kirk
- Rumex nematopodus Rech.f.
- Rumex nepalensis Spreng.
- Rumex nervosus Vahl
- Rumex nivalis Hegetschw.
- Rumex oblongifolius Tolm.
- Rumex obovatus Danser
- Rumex obtusifolius L.
- Rumex occidentalis S.Watson
- Rumex occultans Sam.
- Rumex olympicus Boiss.
- Rumex orbiculatus A.Gray
- Rumex orthoneurus Rech.f.
- Rumex pallidus Bigelow
- Rumex palustris Sm.
- Rumex papilio Coss. & Balansa
- Rumex papillaris Boiss. & Reut.
- Rumex paraguayensis D.Parodi
- Rumex patagonicus Rech.f.
- Rumex patientia L.
- Rumex paucifolius Nutt.
- Rumex paulsenianus Rech.f.
- Rumex persicarioides L.
- Rumex peruanus Rech.f.
- Rumex pictus Forssk.
- Rumex polycarpus Rech.f.
- Rumex ponticus E.H.L.Krause
- Rumex popovii Pachom.
- Rumex praecox Rydb.
- Rumex pseudonatronatus (Borbás) Murb.
- Rumex pseudoxyria (Tolm.) Khokhr.
- Rumex pulcher L.
- Rumex punjabensis K.M.Vaid & H.B.Naithani
- Rumex pycnanthus Rech.f.
- Rumex rectinervius Rech.f.
- Rumex rhodesius Rech.f.
- Rumex romassa J.Rémy
- Rumex roseus L.
- Rumex rossicus Murb.
- Rumex rugosus Campd.
- Rumex rupestris Le Gall
- Rumex ruwenzoriensis Chiov.
- Rumex sagittatus Thunb.
- Rumex salicifolius Weinm.
- Rumex sanguineus L.
- Rumex scutatus L.
- Rumex sellowianus Rech.f.
- Rumex sibiricus Hultén
- Rumex similans Rech.f.
- Rumex simpliciflorus Murb.
- Rumex skottsbergii O.Deg. & I.Deg.
- Rumex songaricus Fisch. & C.A.Mey.
- Rumex spathulatus Thunb.
- Rumex spinosus L.
- Rumex spiralis Small
- Rumex stenoglottis Rech.f.
- Rumex stenophyllus Ledeb.
- Rumex subarcticus Lepage
- Rumex suffruticosus J.Gay ex Meisn.
- Rumex tenax Rech.f.
- Rumex thyrsiflorus Fingerh.
- Rumex thyrsoides Desf.
- Rumex tianschanicus Losinsk.
- Rumex tmoleus Boiss.
- Rumex tolimensis Wedd.
- Rumex transitorius Rech.f.
- Rumex triangulivalvis (Danser) Rech.f.
- Rumex trisetifer Stokes
- Rumex tuberosus L.
- Rumex tunetanus Barratte & Murb.
- Rumex ucranicus Fisch. ex Spreng.
- Rumex ujskensis Rech.f.
- Rumex uruguayensis Rech.f.
- Rumex usambarensis (Engl.) Dammer
- Rumex utahensis Rech.f.
- Rumex venosus Pursh
- Rumex verticillatus L.
- Rumex vesicarius L.
- Rumex violascens Rech.f.
- Rumex woodii N.E.Br.
- Rumex yungningensis Sam.

### Híbrids
S'han descrit els següents híbrids naturals:
- Rumex × abortivus Ruhmer
- Rumex × acutus L.
- Rumex × akeroydii Rumsey
- Rumex × ambigens Hausskn.
- Rumex × anisotylodes Sumnev.
- Rumex × areschougii Beck
- Rumex × armoraciifolius Neuman
- Rumex × arpadianus Bihari
- Rumex × attenuatus Valta
- Rumex × babiogorensis Zapał.
- Rumex × balatonus Borbás
- Rumex × baqubensis Rech.f.
- Rumex × bontei Danser
- Rumex × borbasii Błocki
- Rumex × cacozelus Valta
- Rumex × caldeirarum Rech.f.
- Rumex × callianthemus Danser
- Rumex × castrensis Rech.f.
- Rumex × celticus Akeroyd
- Rumex × comaumensis Rech.f.
- Rumex × confusus Simonk.
- Rumex × conspersus Hartm.
- Rumex × corconticus Kubát
- Rumex × cornubiensis Holyoak
- Rumex × digeneus Beck
- Rumex × dimidiatus Hausskn.
- Rumex × dissimilis Rech.f.
- Rumex × dolosus Valta
- Rumex × dufftii Hausskn.
- Rumex × dumulosus Hausskn.
- Rumex × erubescens Simonk.
- Rumex × exspectatus Rech.f.
- Rumex × fallacinus Hausskn.
- Rumex × franktonis B.Boivin
- Rumex × gamsii Murr
- Rumex × gemlikensis Rech.f.
- Rumex × gombae Bihari ex Jáv.
- Rumex × griffithii Rech.f.
- Rumex × guaitecanus Rech.f.
- Rumex × gusuleacii Prodan
- Rumex × hazslinszkyanus Bihari
- Rumex × heimerlii Beck
- Rumex × henrardii Danser
- Rumex × heterophyllus Schultz
- Rumex × hungaricus Bihari
- Rumex × hybridus Kindb.
- Rumex × impurus Maire & Weiller
- Rumex × intercedens Rech.
- Rumex × inundatus Simonk.
- Rumex × johannis-moorei Rech.f.
- Rumex × kaschmirianus Rech.f.
- Rumex × khorasanicus Rech.f.
- Rumex × kloosii Danser
- Rumex × knafii Čelak.
- Rumex × larinii Borodina
- Rumex × leptophyllus Murb. & Rech.
- Rumex × melinkae Rech.f.
- Rumex × mezei Hausskn.
- Rumex × mirabilis Rech.f.
- Rumex × mixtus F.Lamb.
- Rumex × moedlingensis Rech.
- Rumex × monistrolensis Marcet
- Rumex × muellneri Rech.
- Rumex × munshii Rech.f.
- Rumex × muretii Hausskn.
- Rumex × nankingensis Rech.f.
- Rumex × niesslii A.Wildt
- Rumex × ogulinensis Borbás
- Rumex × oryzetorum Rech.f.
- Rumex × pakistanicus Rech.f.
- Rumex × pannonicus Rech.
- Rumex × peisonis Rech.
- Rumex × philpii Kitch.
- Rumex × platyphyllus F.Aresch.
- Rumex × promiscuus Rech.f.
- Rumex × propinquus Aresch.
- Rumex × prusianus Rech.f.
- Rumex × pseudoorbiculatus Rech.f.
- Rumex × pseudopatientia Rech.f.
- Rumex × pseudopulcher Hausskn.
- Rumex × rhaeticus Brügger
- Rumex × ruehmeri Hausskn.
- Rumex × sagorskii Hausskn.
- Rumex × salicetorum Rech.
- Rumex × sanninensis Rech.
- Rumex × schreberi Hausskn.
- Rumex × schulzei Hausskn.
- Rumex × simonkaianus Bihari
- Rumex × skofitzii Błocki
- Rumex × sorkhabadensis Rech.f.
- Rumex × steinii Becker
- Rumex × stenophylloides Simonk.
- Rumex × subdubius Rech.f.
- Rumex × subtranianus Freyn & Sint.
- Rumex × subtrilobus Boiss.
- Rumex × talaricus Rech.f.
- Rumex × transbaicalicus Rech.f.
- Rumex × trimenii E.G.Camus
- Rumex × uludaghensis Rech.f.
- Rumex × weberi Fischer-Benz.
- Rumex × wippraensis Wein
- Rumex × wirtgenii Beck
- Rumex × wrightii Lousley
- Rumex × xenogenus Rech.f.
- Rumex × zsakii Bihari

### Sinònims
Els següents noms científics són sinònims heterotípics de Rumex:
- Acetosa Tourn. ex Mill.
- Acetosella (Meisn.) Fourr.
- Analiton Raf.
- Atecosa Raf.
- Bucephalophora Pau
- Centopodium Burch.
- Emex Neck. ex Campd.
- Eutralia Raf.
- Lapathon Raf.
- Lapathum Mill.
- Menophyla Raf.
- Nemolapathum Ehrh.
- Oxylapathon St.-Lag.
- Patientia Raf.
- Pauladolfia Börner
- Podocentrum Burch. ex Meisn.
- Rhodoptera Raf.
- Steinmannia Opiz
- Tomaris Raf.
- Vibo Medik.
- Vibones Raf.

## Galeria

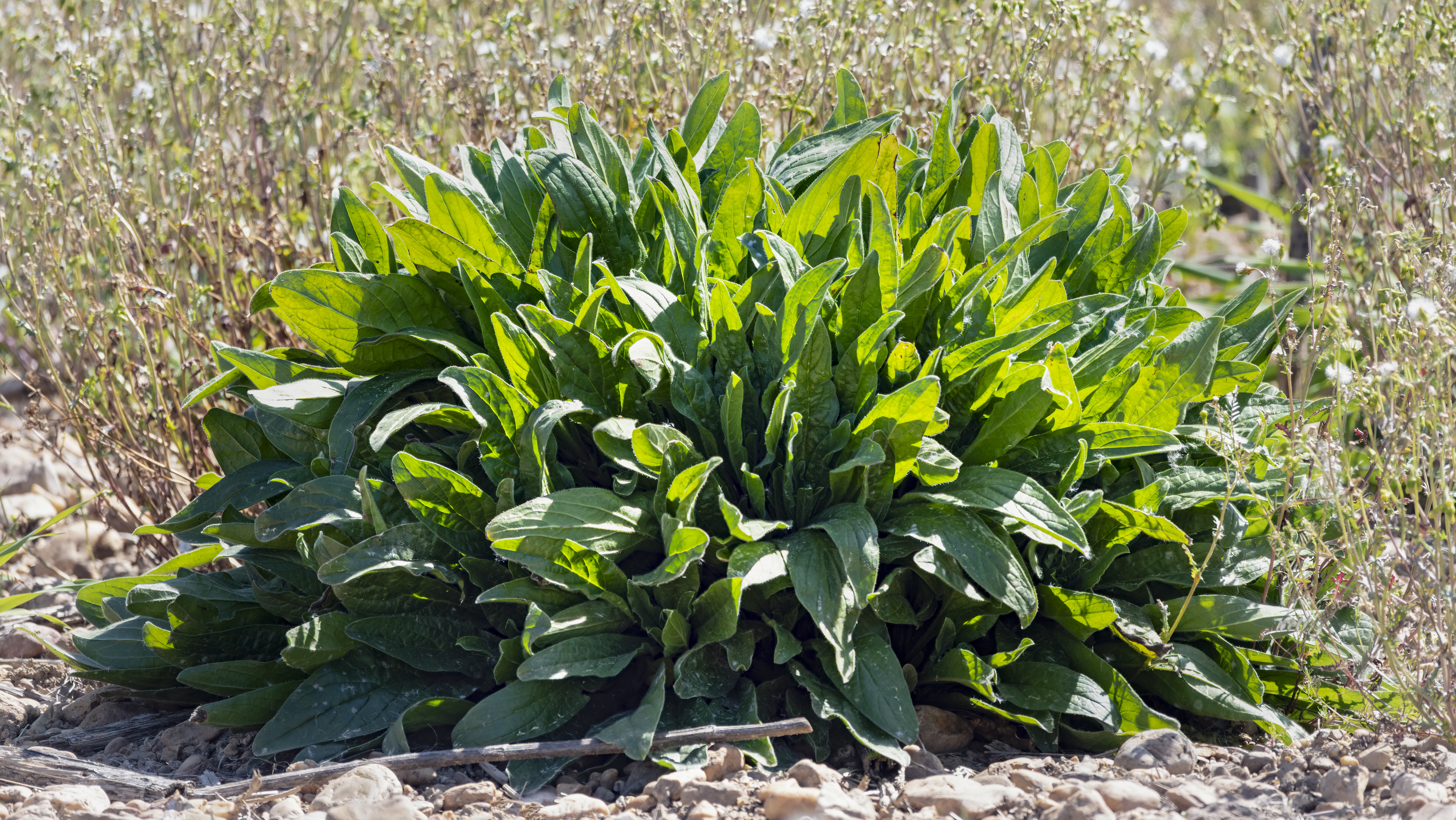
Rumex acetosa
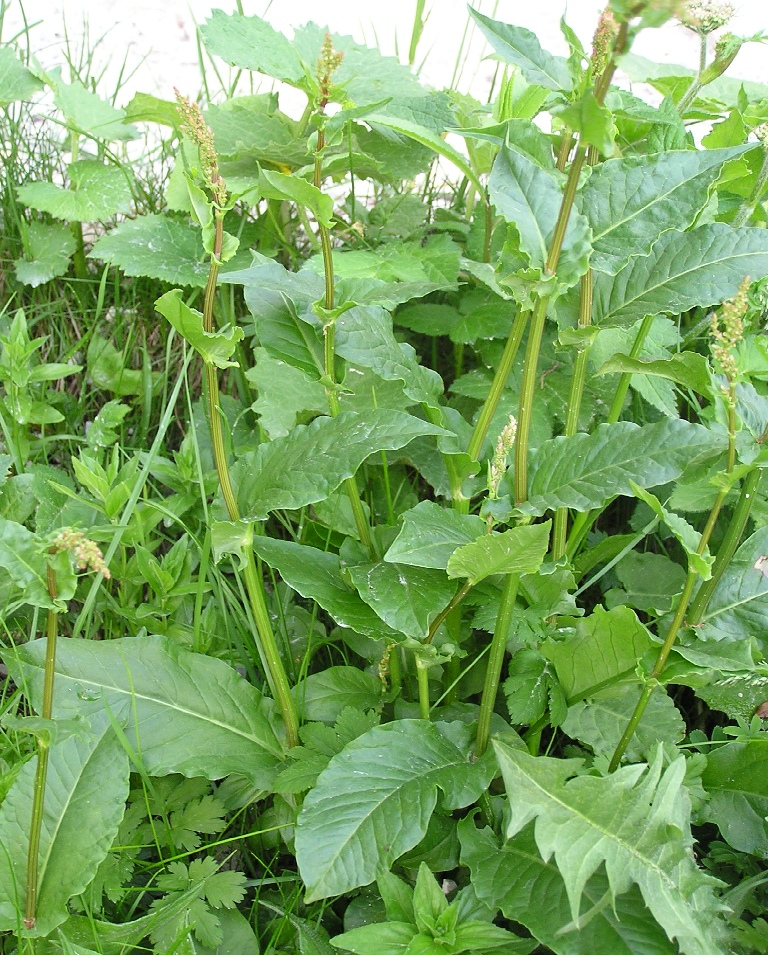
Rumex alpestris
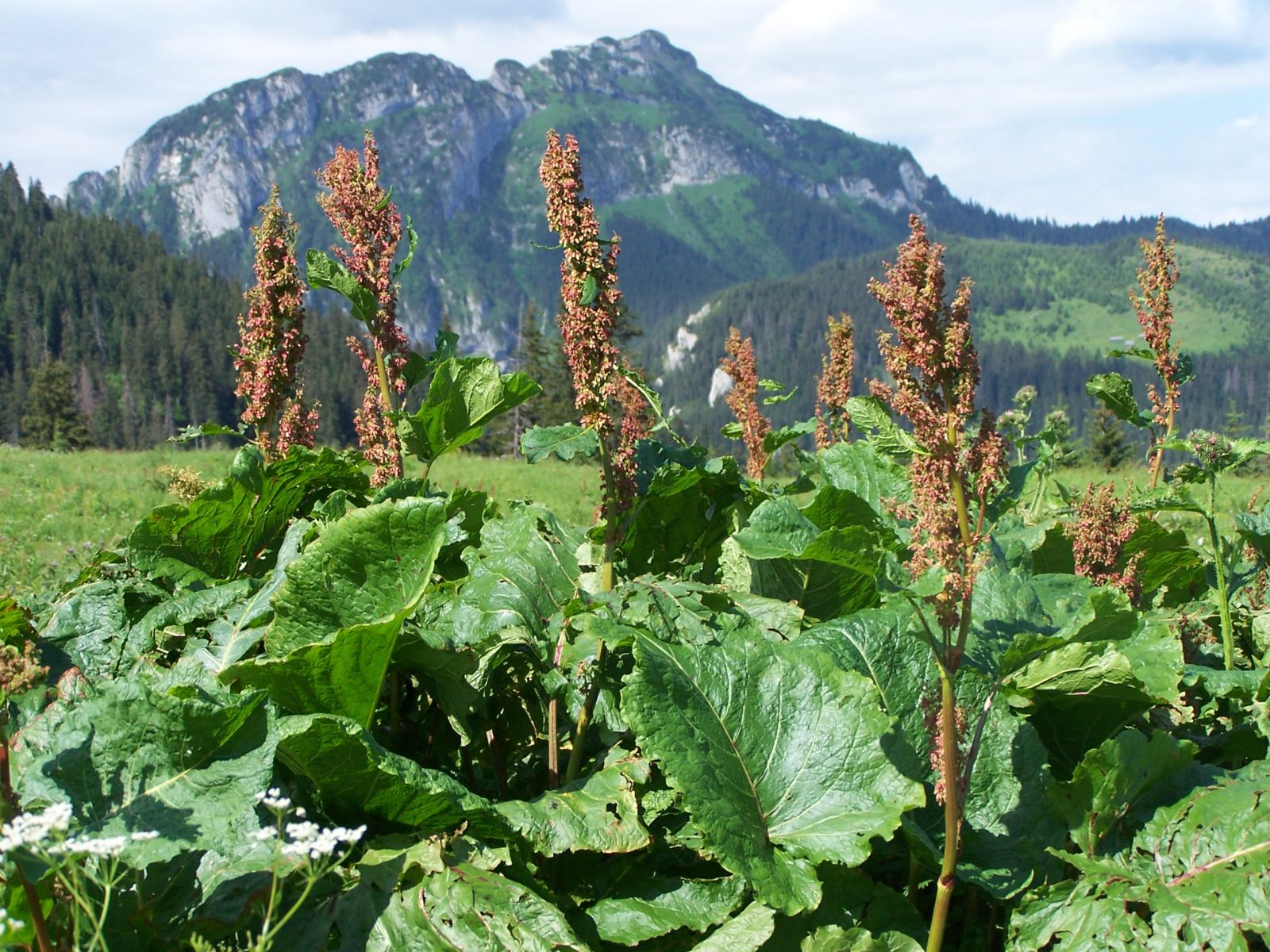
Rumex alpinus
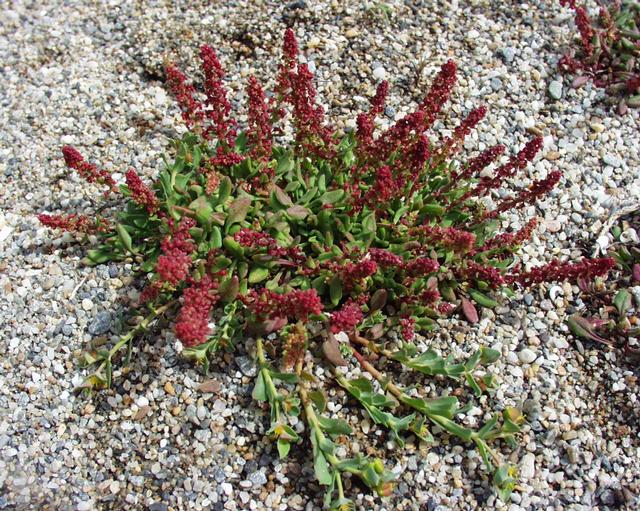
Rumex bucephalophorus
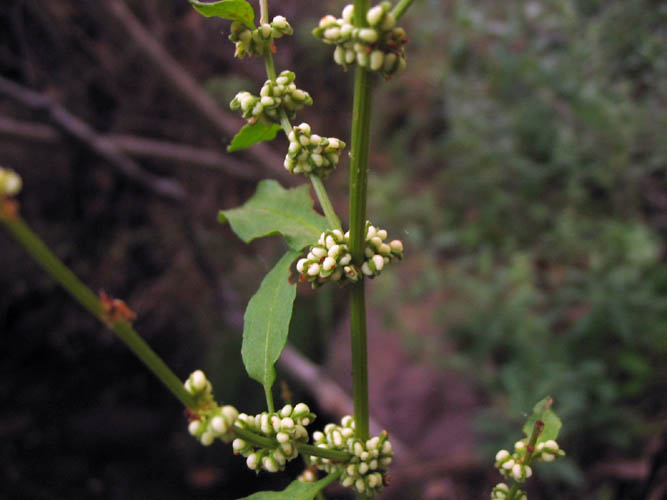
Rumex conglomeratus
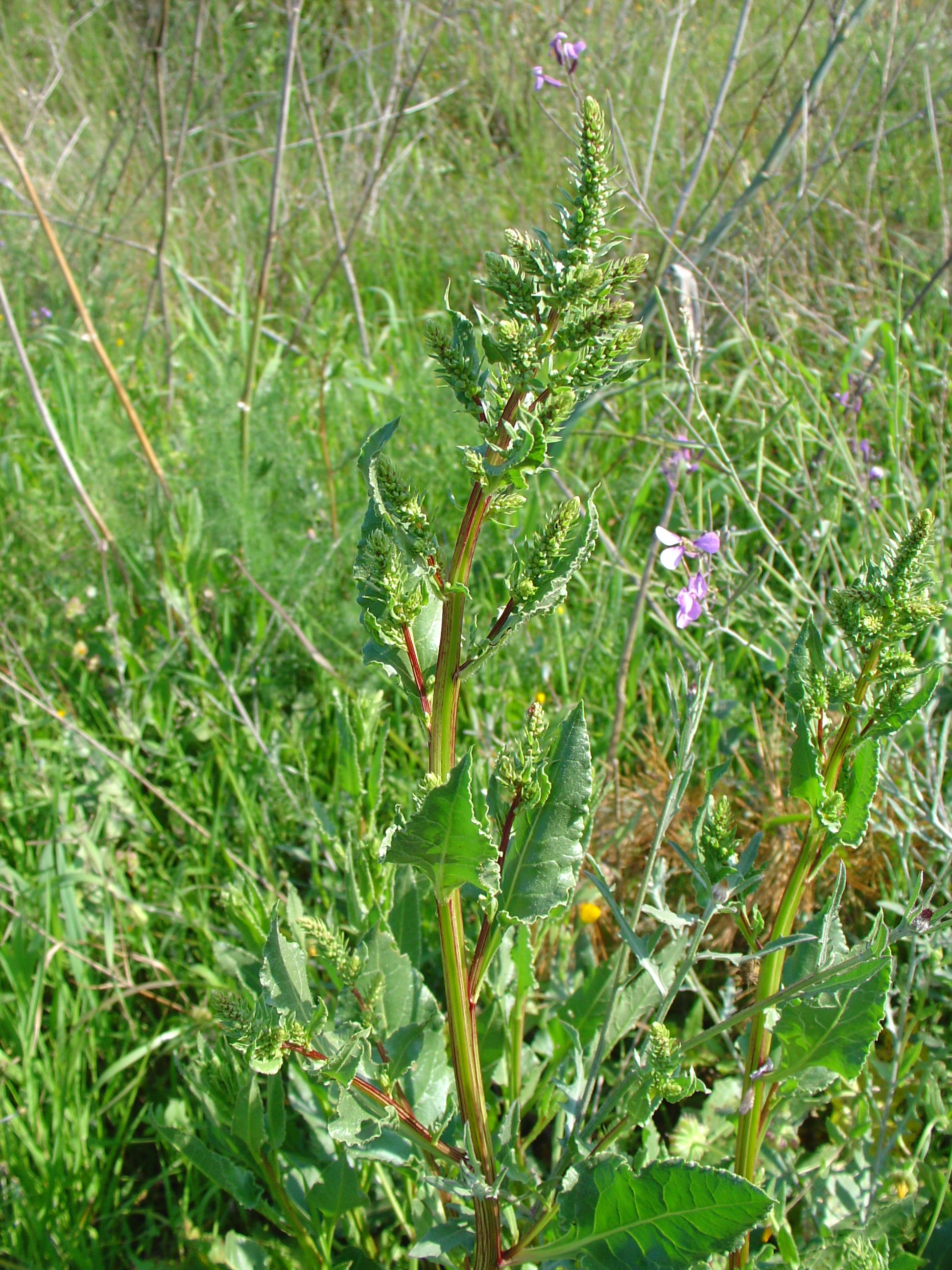
Rumex venosus
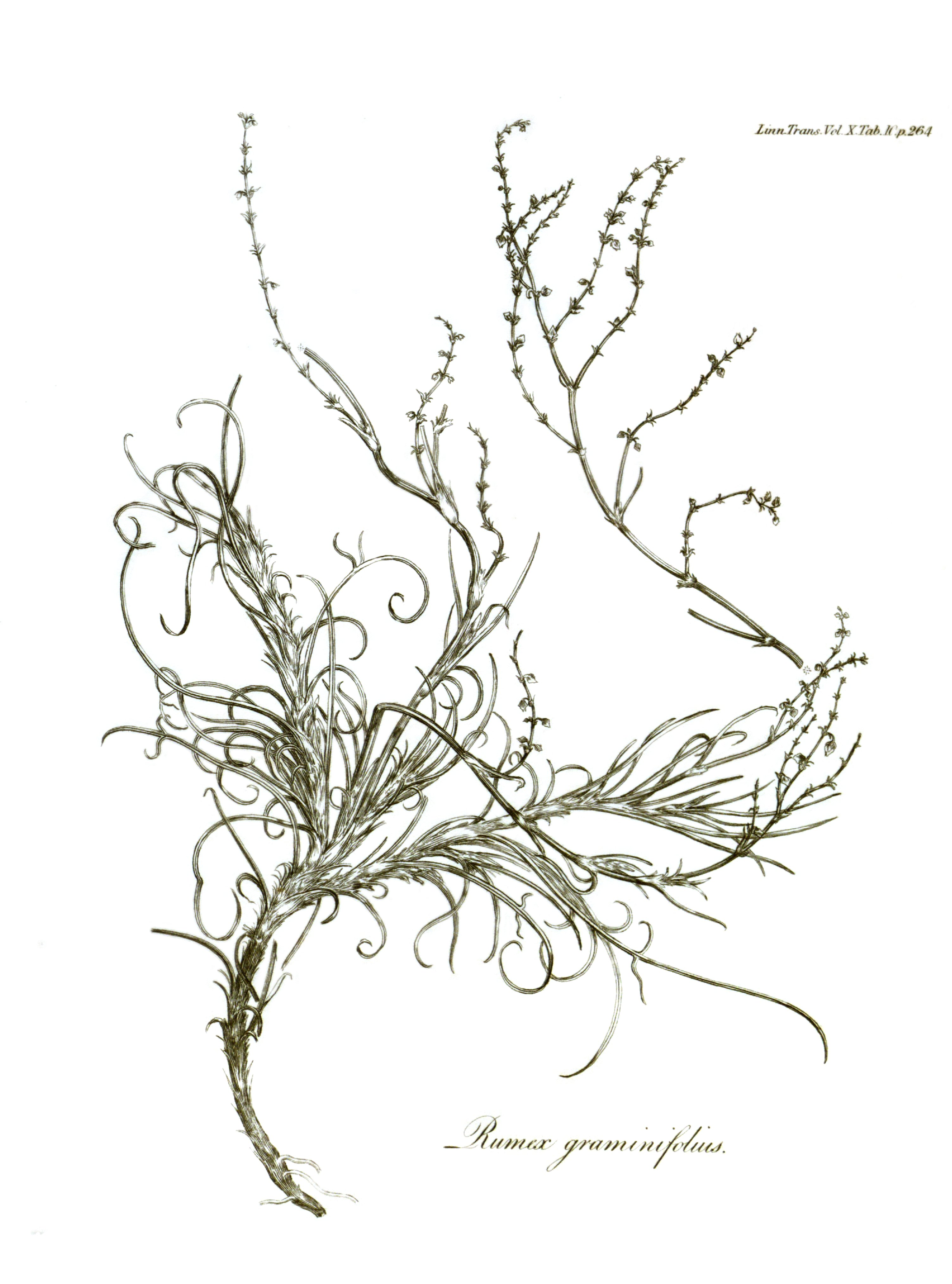
Rumex graminifolius
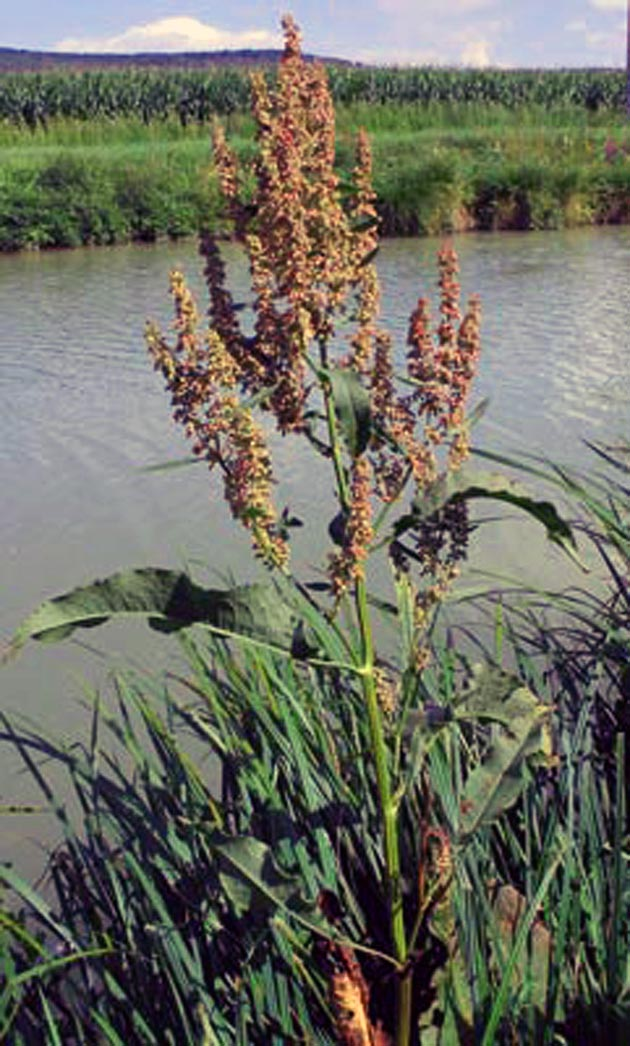
Rumex hydrolapathum
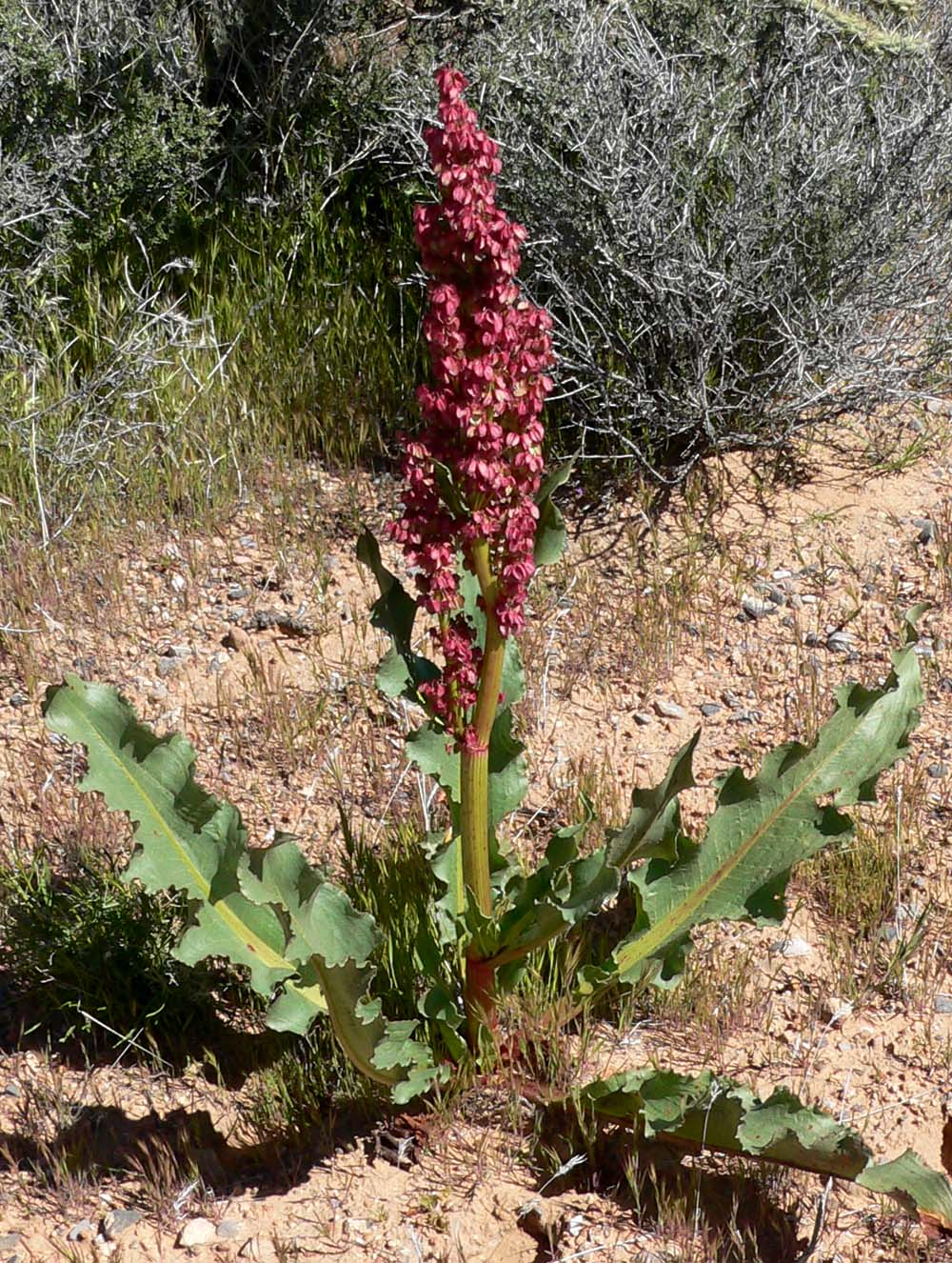
Rumex hymenosepalus
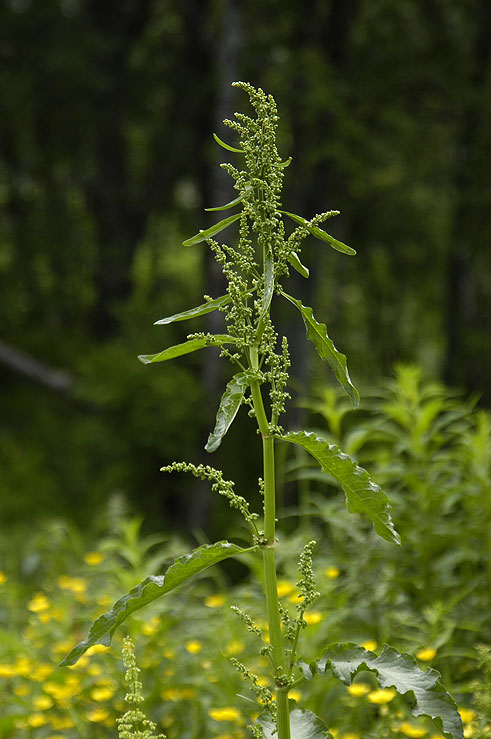
Rumex longifolius
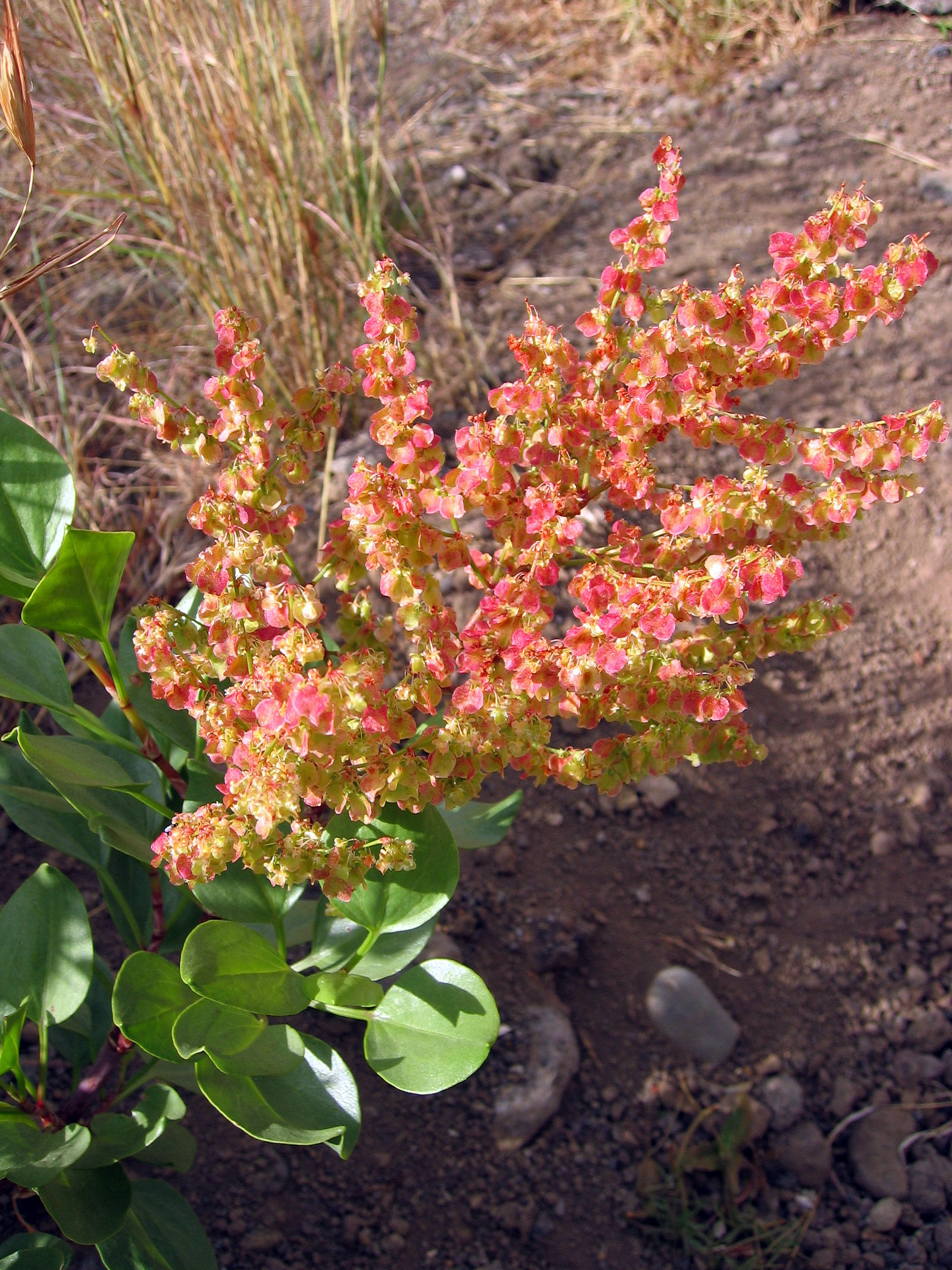
Rumex lunaria
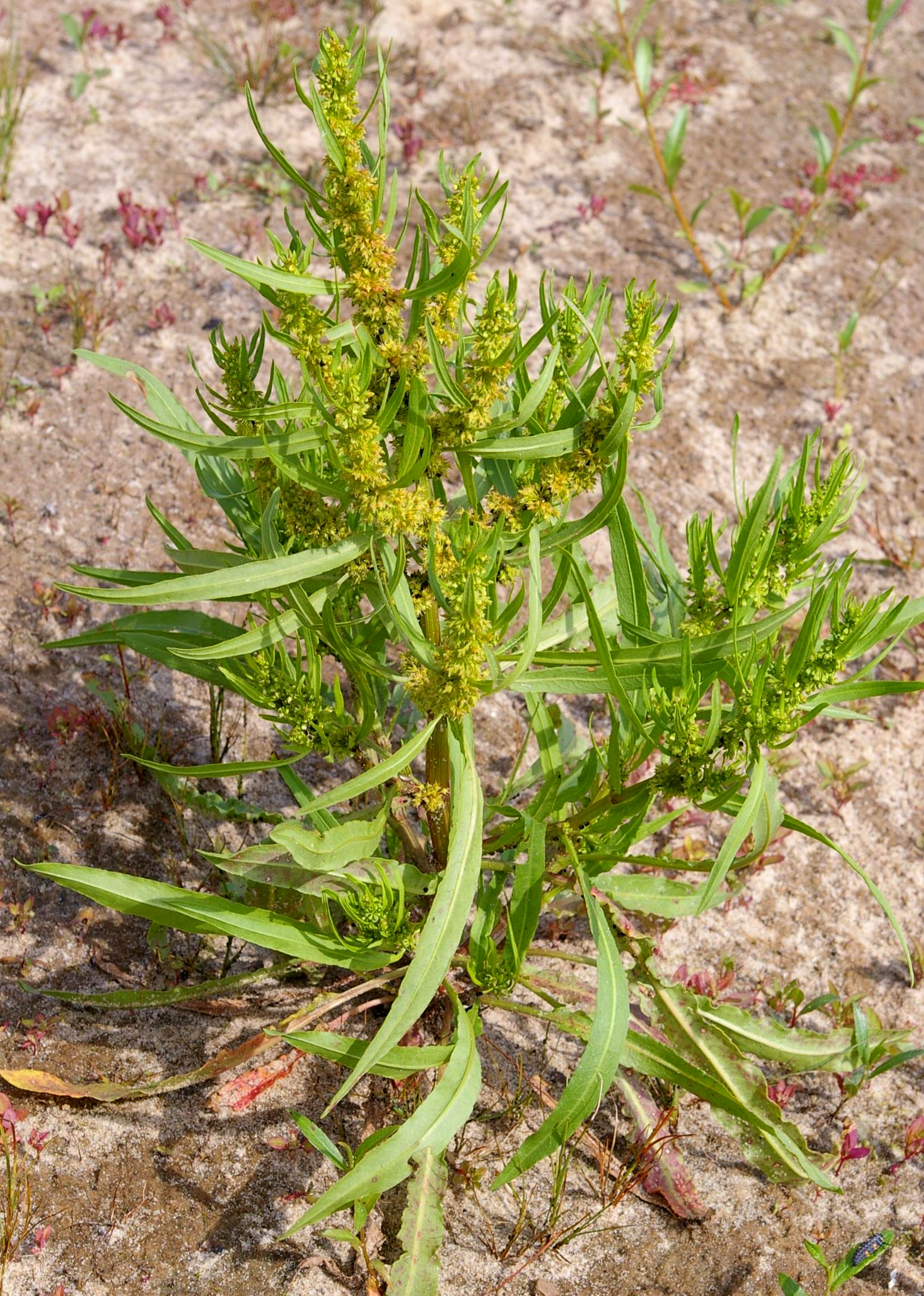
Rumex maritimus
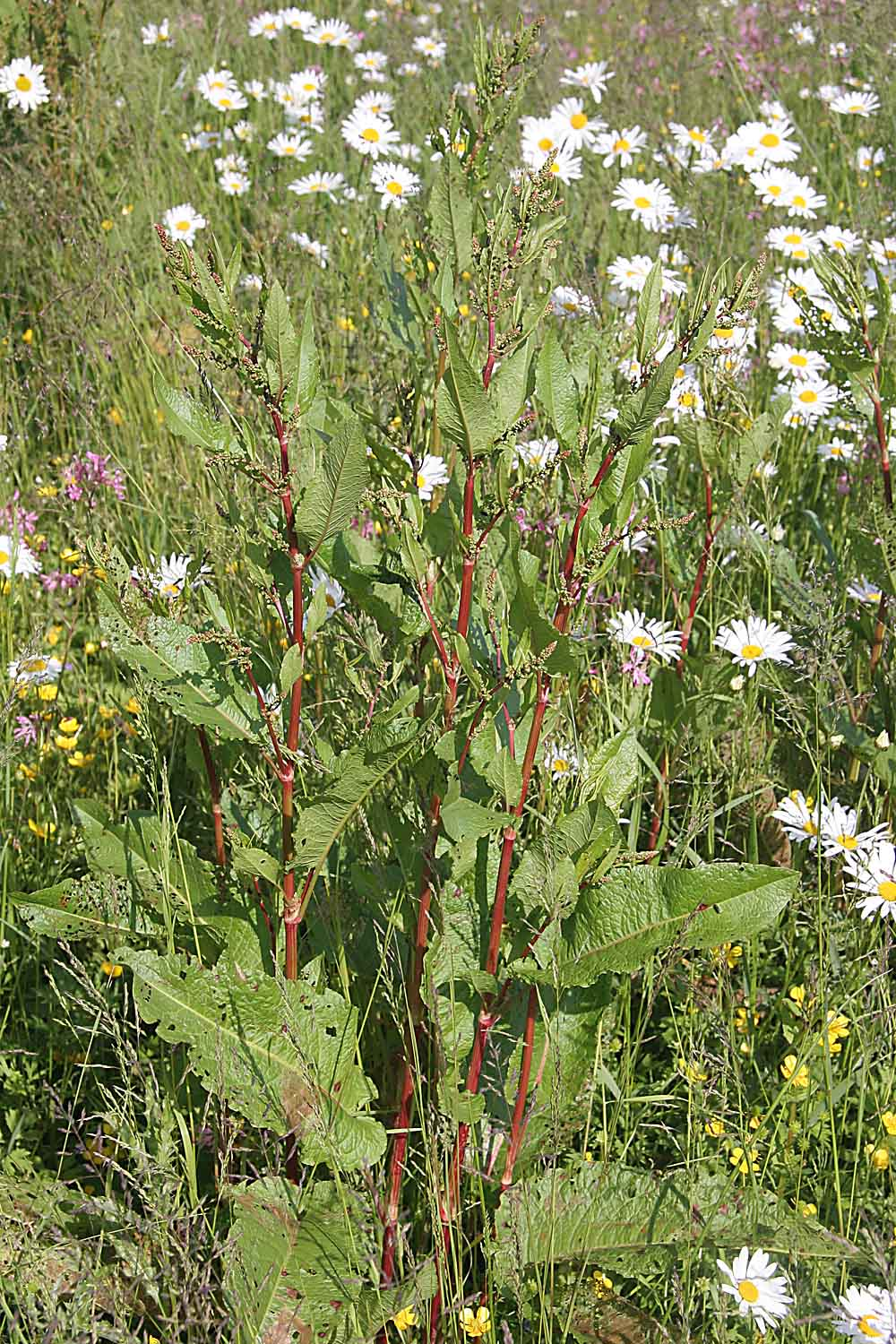
Rumex obtusifolius
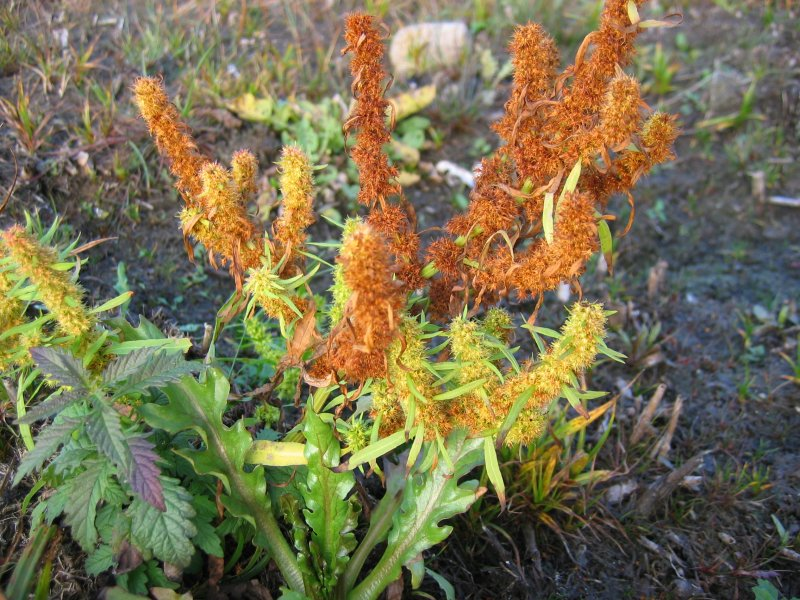
Rumex palustris
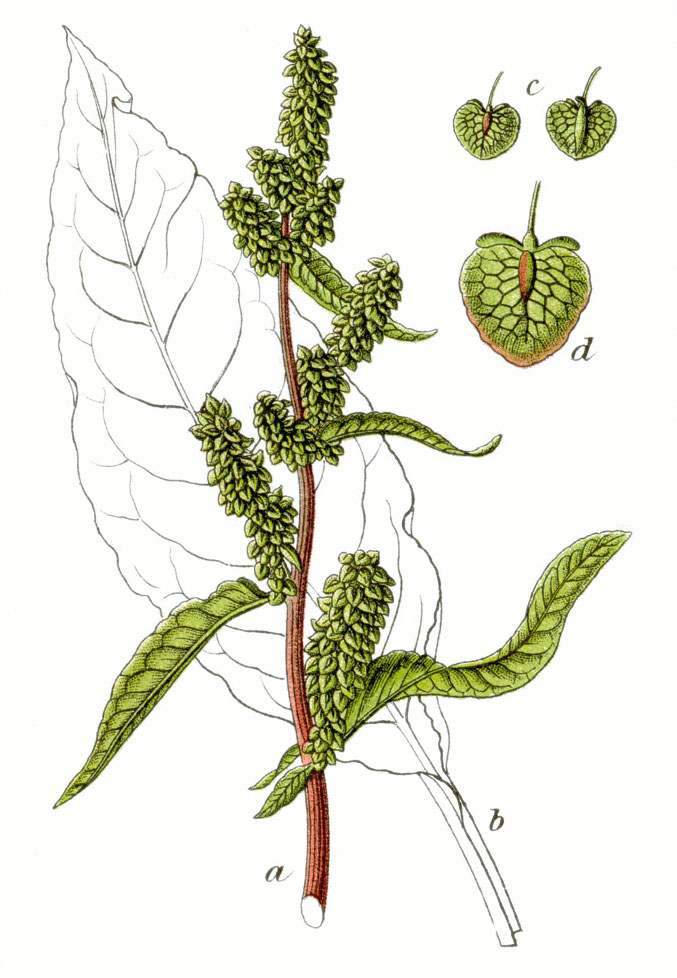
Rumex patientia
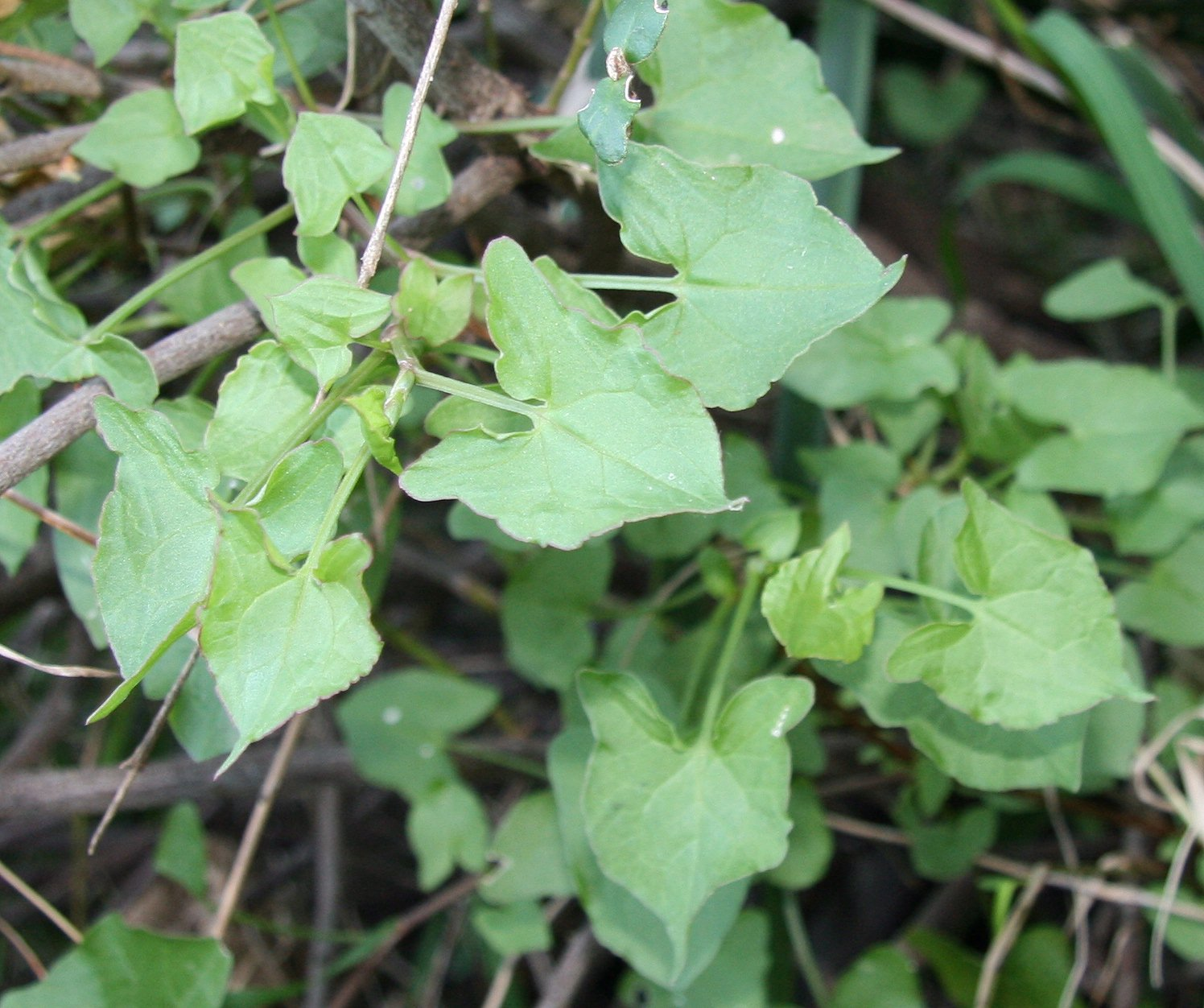
Rumex sagittatus
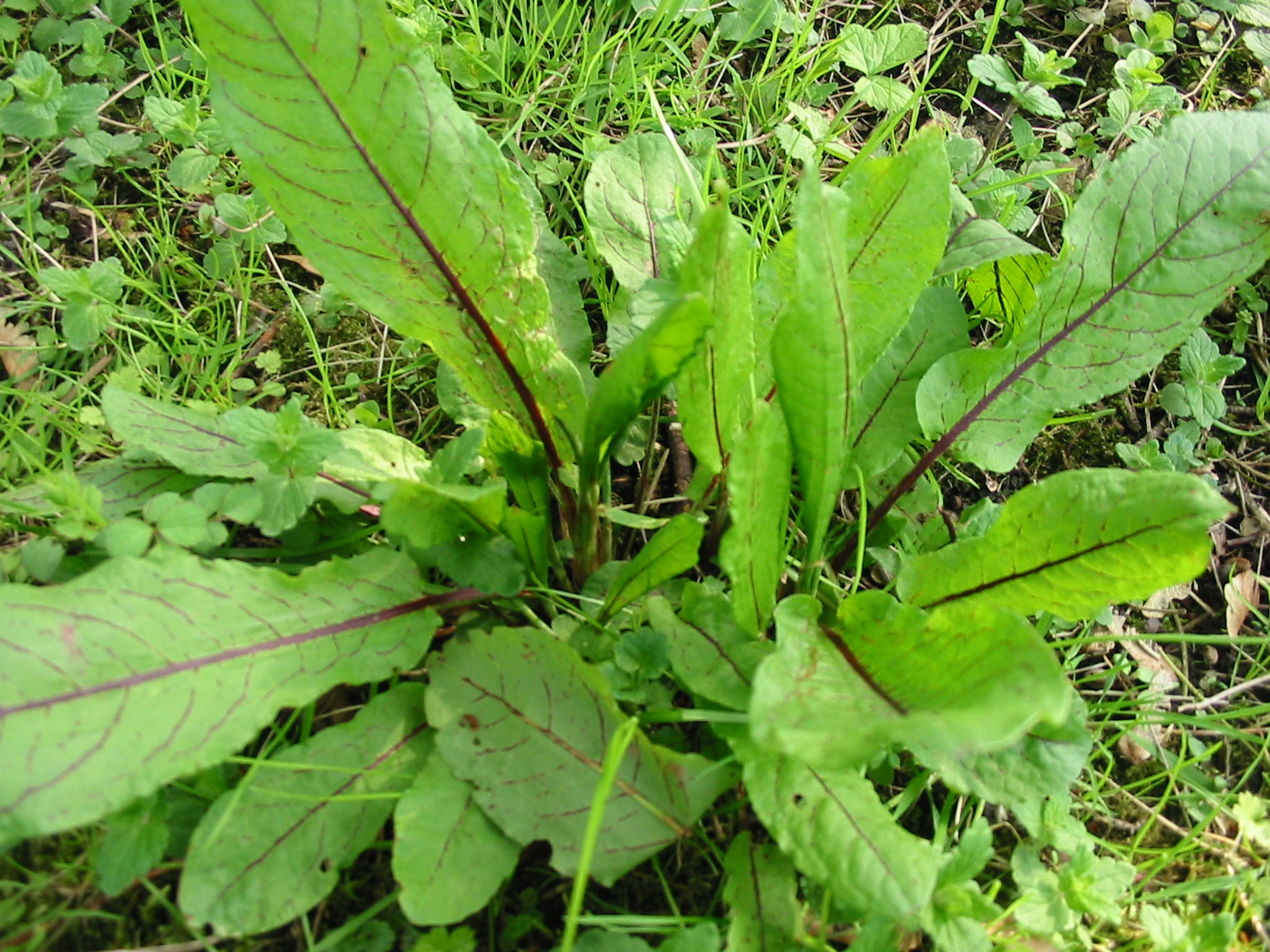
Rumex sanguineus
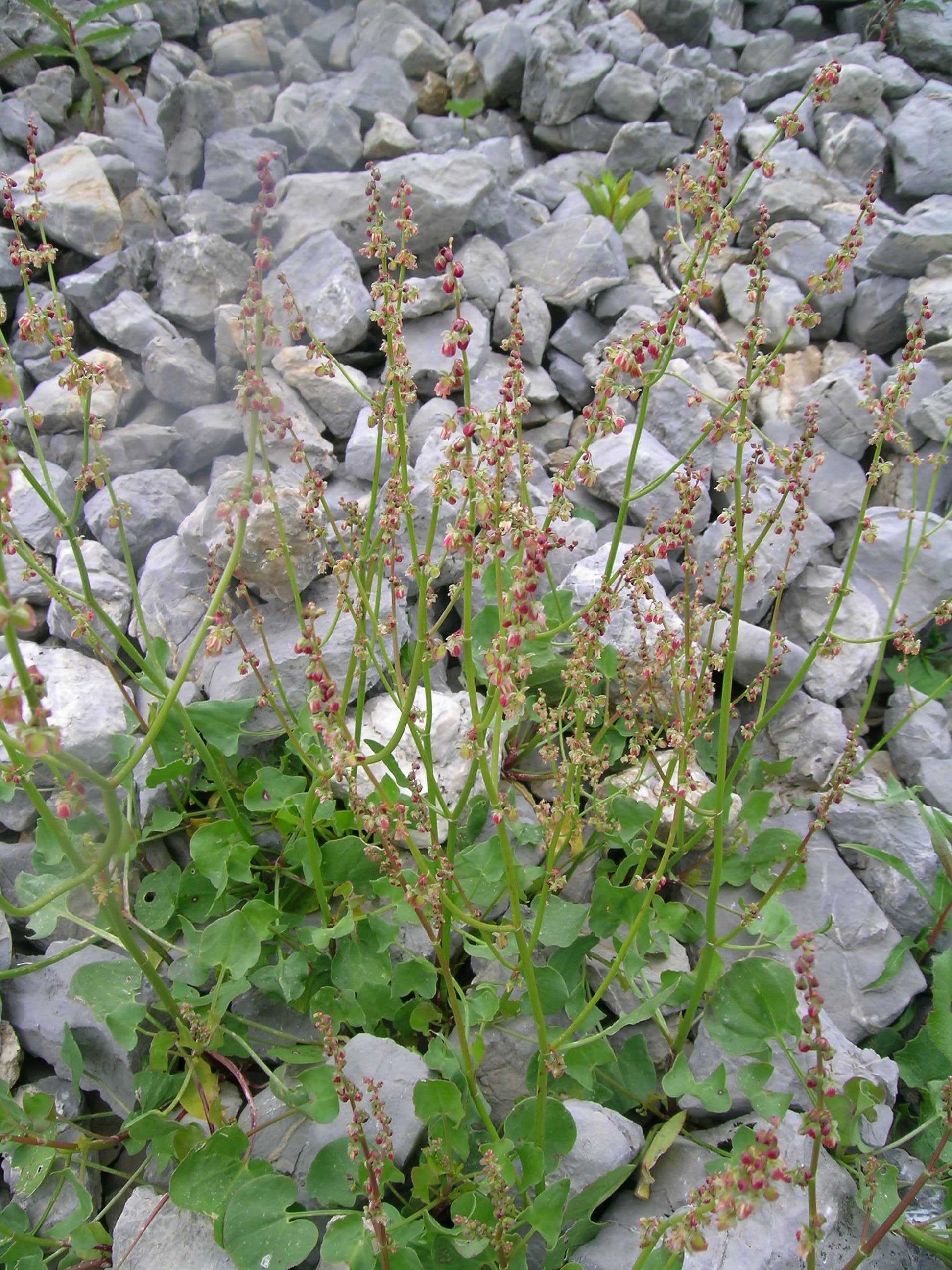
Rumex scutatus
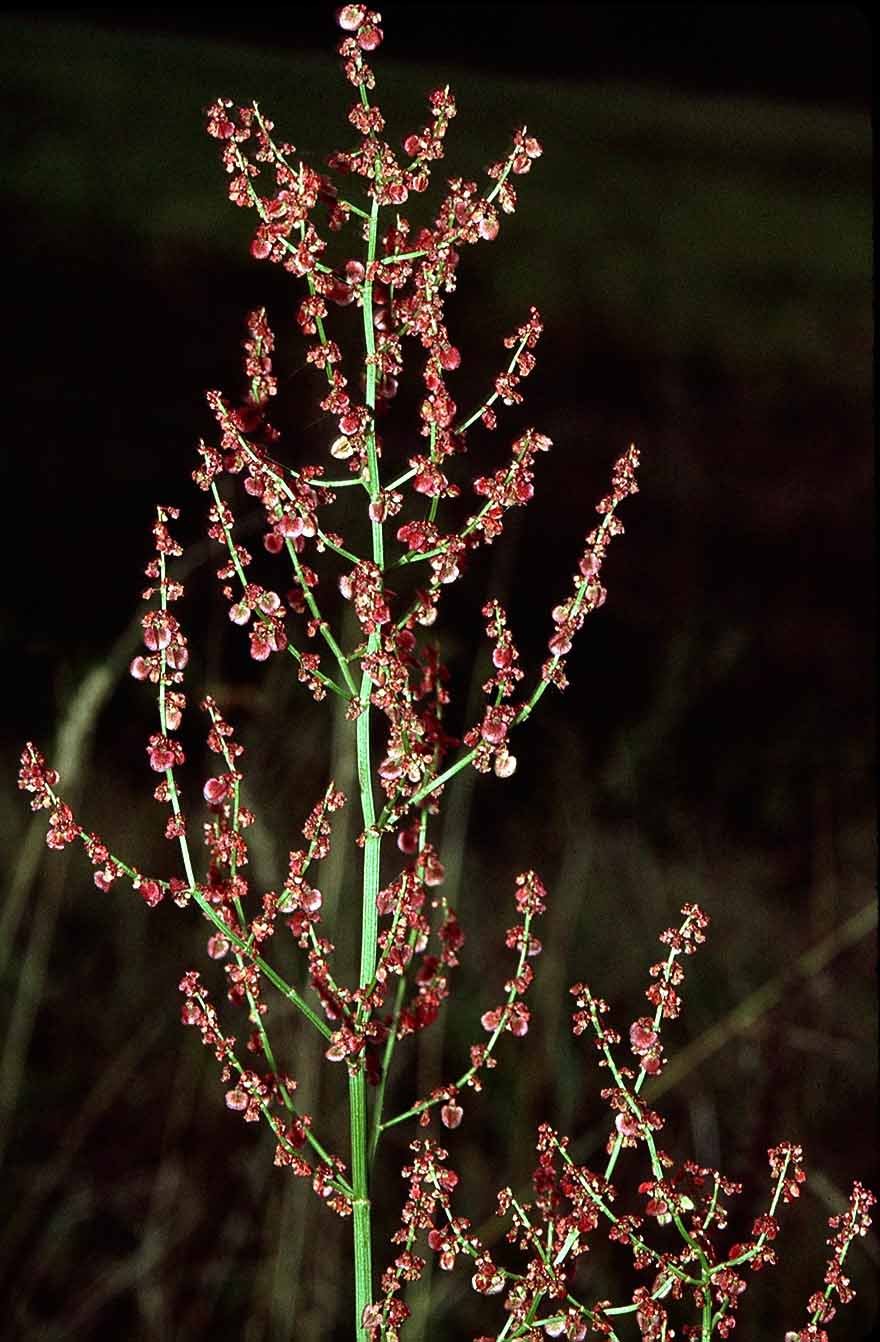
Rumex thyrsiflorus
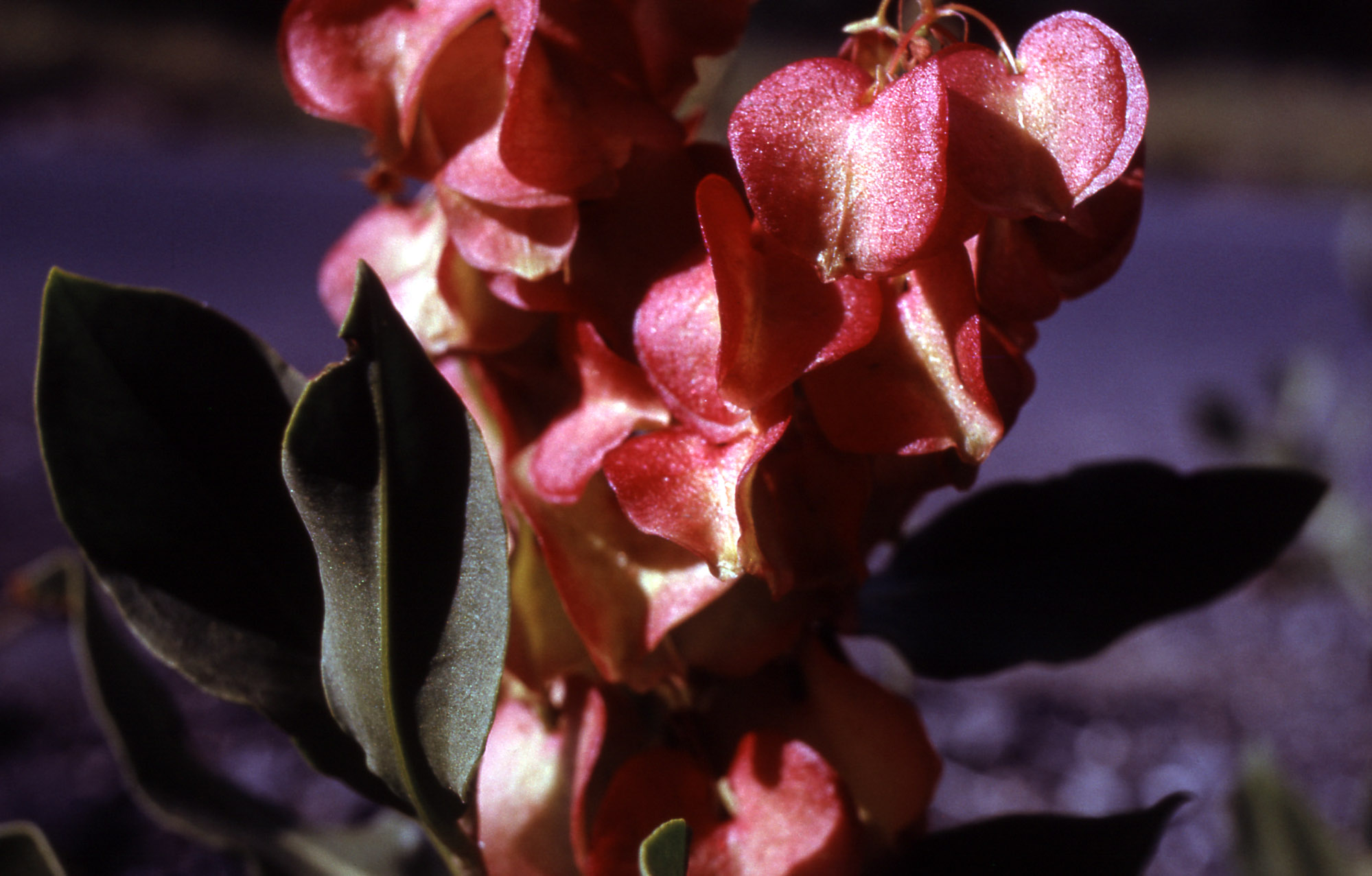
Rumex venosus